# パンノニア少年少女合唱団

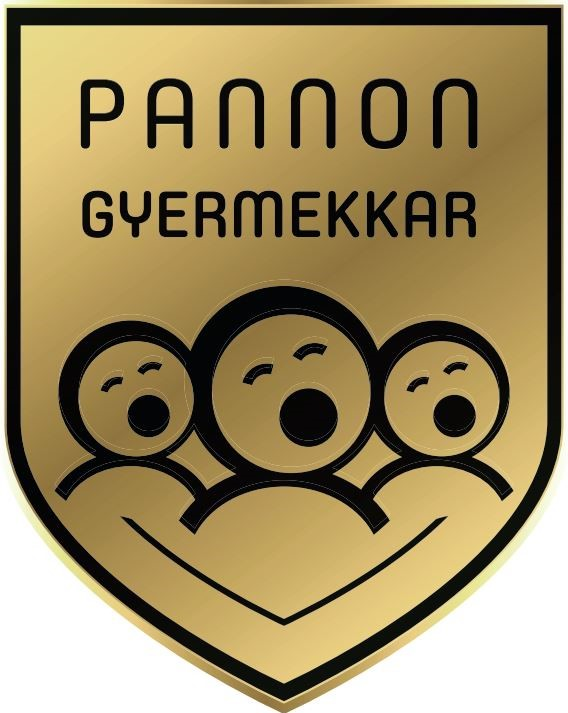
パンノニア少年少女合唱団のロゴ

パンノニア少年少女合唱団（ハンガリー語:Pannon Gyermekkar）は、2015年に結成されたハンガリー・ペーチの児童合唱団である。

## 概要
2015年に作曲家で指揮者のショーバー・タマーシュによって結成された。
パンノニア少年少女合唱団は結成以来、ハンガリー国内の文化生活において重要な役割を果たしており、ブダペストで行われたマーガ・ゾルターンの新年コンサートで合唱するなど、多くのイベントに出演している他、多くのテレビ番組にも取り上げられている。また、これまで4回に渡って大規模な海外ツアーを行った実績がある。2017年には初めて海外進出を果たし、アメリカ・ニューヨークのカーネギー・ホールでコンサートを行った。2019年にはアメリカとカナダの大都市（カルガリー、バンクーバー、ミズーラ、サンフランシスコ、ロサンゼルス、クリーブランド、ニューヨーク、ニューブランズウィック）を訪れ、現地在住のハンガリー人に向けたコンサートを行った他、モンタナ国際合唱祭にも出場した。2020年には初来日を果たし、日本の4都市（東京、京都、神戸、大阪）を訪れてコンサートを行った。来日中には神戸文化ホールで行われた国際合唱コンクール「SING'N'PRAY KOBE 2020」にも参加し、児童ユース合唱部門で銅賞（BRONZE X）を受賞した。2022年6月にもアメリカで公演を行った。